# Novohatkî, Dzerjînsk
Novohatkî (în ucraineană Новохатки) este un sat în comuna Prutivka din raionul Dzerjînsk, regiunea Jîtomîr, Ucraina.

## Demografie
Componența lingvistică a localității Novohatkî
     Ucraineană (100%)
Conform recensământului din 2001, toată populația localității Novohatkî era vorbitoare de ucraineană (100%).